# Nikkatsu
La Nikkatsu Corporation (日活株式会社?, Nikkatsu kabushiki kaisha) è una compagnia giapponese che produce film e opere televisive. È la compagnia di produzione cinematgrafica più vecchia del Giappone. Il nome Nikkatsu è un'abbreviazione di Nippon Katsudō Shashin, letteralmente "Compagnia cinematografica Giapponese".

## Storia
Fondata il 10 settembre 1912, produsse interessanti registi come Shōzō Makino, Masahiro Makino e Kōzō Saeki.
La compagnia produsse fino agli anni '60 numerosi film avventura sui samurai, salvo cambiare radicalmente rotta producendo poi film drammatici sulla giovinezza. Dal 1971 cominciò la produzione di film di genere pornografico o quantomeno pinku eiga (termine con cui i giapponesi indicano i film a carattere erotico). In questo periodo la casa scritturò e produsse le celebri Nikkatsu SM Queens.